# ГЕС Hónghuā
ГЕС Hónghuā (红花水电站) — гідроелектростанція на півдні Китаю у провінції Гуансі. Використовує ресурс із річки Liujiang, яка впадає ліворуч до основної течії річкової системи Сіцзян (завершується в затоці Південно-Китайського моря між Гуанчжоу та Гонконгом) на межі ділянок Hongshui та Qian. При цьому вище по сточищу на витоках Liujiang працюють каскади, до яких зокрема відносяться ГЕС Дабу та ГЕС Луодонг.
В межах проекту річку перекрили комбінованою греблею висотою 60 метрів та довжиною 885 метрів, яка включає центральну бетонну секцію та прилягаючі обабіч земляні ділянки. Вона утримує водосховище з об'ємом 570 млн м3 та відповідним йому нормальним рівнем поверхні на позначці 77,5 метра НРМ (під час повені останній показник може зростати до 91,5 метра НРМ).
Інтегрований у греблю машинний зал обладнали шістьома бульбовими турбінами потужністю по 38 МВт, які використовують напір від 10,4 до 17 метрів (номінальний напір 12,8 метра) та забезпечують виробництво 880 млн кВт-год електроенергії на рік.